# Церковь Сретения Господня (Старопышминск)
Церковь Сретения Господня — православный храм в посёлке Старопышминске Берёзовского городского округа Свердловской области.
Постановлением Правительства Свердловской области № 207-ПП от 10 марта 2011 года присвоен статус памятника архитектуры регионального значения.

## История
До 1765 года Пышминский завод относился к приходу Екатерининского собора в Екатеринбурге, после к приходу Берёзовского завода. Самостоятельный приход основан в 1809 году вместе с закладкой здания церкви. Здание храма и колокольня были деревянными, средства на строительство выделялись из пожертвований Пермской епархии, также за счёт управителя Ивана Гавриловича Шевкунова. 9 февраля 1810 года здание освящено в честь Сретенья Господня отцом Иоанном Поповым.
К 1844 году в составе прихода были деревни Становая и Сарапулка, в которых были воздвигнуты часовни.
В 1882 году началось строительство нового каменного здания. 5 июля 1887 года храм освящен Екатеринбургским епископом Нафанаилом в честь Сретенья Господня. Деревянную церковь не разбирали, она осталась приписной. К 1904 году в церкви было почти 2300 прихожан. Причт состоял из священника и псаломщика.
После 1938 года сгорело здание деревянной церкви, каменное здание продолжало работу до 1941 года. 7 марта 1941 года Свердловский облисполком решением № 633 удовлетворил ходатайство Пышминского сельсовета о закрытии церкви. Здание передали под пионерский клуб.

## Архитектура
Занимает центральное положение на площади посёлка, сохраняет доминирующее положение в его пространстве. Является одним из поздних образцов храмового зодчества в русско-византийском стиле, отличается монументальностью композиции.
Здание каменное, в основной части восьмиугольное, с полукруглым алтарём. С запада находятся трапезная и широкий притвор, в центре которого возвышается колокольня.
Стены гранёного храмового объёма оформлены на стыках пилястрами, между которыми расположен сложный многообломный карниз. Каждая грань завершена килевидной закомарой. Килевидные арки приданы также порталам и обрамлениям нижних окон. Верхние окна на северной и южной сторонах сдвоенные, вписаны в выведенные одна над другой полукруглые арки (с запада и востока такими же арками заполнены тимпаны закомар).
Храм увенчан крупной луковичной главой на барабане-восьмёрике. Элементы убранства трапезной и притвора аналогичны самой церкви. Колокольня на квадратном основании, двухъярусная, восьмёриковая, с шатровым верхом.